# Shoji Ikitsu
Shoji Ikitsu (født 20. maj 1977) er en tidligere japansk fodboldspiller.
Han har spillet for flere forskellige klubber i sin karriere, herunder Avispa Fukuoka og Sagan Tosu.